# 103 (число)
103 (сто три) — натуральное число, расположенное между числами 102 и 104.

## В математике
- 27-е простое число. Это наименьшее трёхзначное простое число, все цифры которого различны[1]. Оно составляет пару простых чисел-близнецов со 101[1]
- При делении единицы на 103 получается дробь с периодом — 34 цифры. Одна треть чисел вида {\displaystyle {\tfrac {n}{103}}}, где n — натуральное число, меньше чем 103, имеют период, представляющий собой перестановку этих цифр. Оставшиеся две трети имеют период из других 34 цифр. Это наименьшее число, для которого период дроби повторяется (с перестановками) ровно в трети случаев[2][3].
- Также является счастливым числом (happy number), одиозным числом[1] и  недостаточным числом

## В науке
- Атомный номер лоуренсия
- Малая планета (103) Гера
- Комета 103P/Хартли

## В других областях
- 103 год; 103 год до н. э.
- 103 день в году — 13 апреля (в високосный год — 12 апреля)
- ASCII-код символа «g»
- В вервице Василия Великого было 103 узла
- NGC 103 — звёздное скопление в созвездии Кассиопеи
- E-103 Delta — робот, персонаж игры о еже Сонике
- 103 — номер экстренного вызова скорой помощи на Украине, Белоруссии и в России

### Модели техники
- 103 — проектное обозначение самолёта Ту-2 (АНТ-58)
- OV-103 — американский орбитальный корабль «Дискавери»
- Strv-103 — шведский танк
- U-103 — немецкая подводная лодка
- АК-103 — модификация автомата Калашникова
- Бе-103 — самолёт-амфибия
- Ил-103 — малый пассажирский самолёт
- МАЗ-103 — автобус производства Минского автомобильного завода
- Щ-103 — советская подводная лодка проекта «Щука»